# Мултипликативна функција
Мултипликативна функција је, у теорији бројева, аритметичка функција {\displaystyle f} позитивног целог броја {\displaystyle n} са својством да је {\displaystyle f(1)=1} и
{\displaystyle f(ab)=f(a)f(b)}
кад год су {\displaystyle a} и {\displaystyle b} узајамно прости.
Аритметичка функција се назива потпуно мултипликативном (или тотално мултипликативном) ако је {\displaystyle f(1)=1} и ако {\displaystyle f(ab)=f(a)f(b)} важи за све позитивне целе бројеве {\displaystyle a} и {\displaystyle b}, чак и када нису узајамно прости.

## Примери
Неке мултипликативне функције дефинисане су тако да олакшају писање формула:
- {\displaystyle 1(n)}: константна функција дефинисана са {\displaystyle 1(n)=1}
- {\displaystyle \operatorname {Id} (n)}: идентична функција, дефинисана са {\displaystyle \operatorname {Id} (n)=n}
- {\displaystyle \operatorname {Id} _{k}(n)}: степенске функције, дефинисане са {\displaystyle \operatorname {Id} _{k}(n)=n^{k}} за било који комплексан број {\displaystyle k}. Посебни случајеви су:

```
   *   

  

    

      

        

          
Id

          

            
0

          

        

        
⁡

        
(

        
n

        
)

        
=

        
1

        
(

        
n

        
)

      

    

    
{\displaystyle \operatorname {Id} _{0}(n)=1(n)}

  

, и
   *   

  

    

      

        

          
Id

          

            
1

          

        

        
⁡

        
(

        
n

        
)

        
=

        
Id

        
⁡

        
(

        
n

        
)

      

    

    
{\displaystyle \operatorname {Id} _{1}(n)=\operatorname {Id} (n)}

  

.
```

- {\displaystyle \varepsilon (n)}: функција дефинисана са {\displaystyle \varepsilon (n)=1} ако је {\displaystyle n=1} и {\displaystyle 0} иначе; ово је јединична функција, названа тако јер је мултипликативни идентитет за Дирихлеову конволуцију. Понекад се означава и са {\displaystyle u(n)}, што не треба мешати са {\displaystyle \mu (n)}.
- {\displaystyle \lambda (n)}: Лијувилова функција, {\displaystyle \lambda (n)=(-1)^{\Omega (n)}}, где је {\displaystyle \Omega (n)} укупан број простих фактора (рачунатих са вишеструкошћу) који деле {\displaystyle n}.

Све горе наведене функције су потпуно мултипликативне.
- {\displaystyle 1_{C}(n)}: индикаторска функција скупа {\displaystyle C\subseteq \mathbb {Z} }. Ова функција је мултипликативна тачно онда када је скуп {\displaystyle C} затворен у односу на множење узајамно простих елемената. Постоје и други скупови (који нису затворени под множењем) који дају такве функције, као што је скуп бесквадратних бројева.

Други примери мултипликативних функција укључују многе функције од значаја у теорији бројева, као што су:
- {\displaystyle \gcd(n,k)}: највећи заједнички делилац бројева {\displaystyle n} и {\displaystyle k}, као функција од {\displaystyle n}, где је {\displaystyle k} фиксиран цео број.
- {\displaystyle \varphi (n)}: Ојлерова фи функција, која броји позитивне целе бројеве узајамно просте са {\displaystyle n} (али не веће од {\displaystyle n}).
- {\displaystyle \mu (n)}: Мебијусова функција, парност ({\displaystyle -1} за непаран, {\displaystyle +1} за паран) броја простих фактора бесквадратних бројева; {\displaystyle 0} ако {\displaystyle n} није бесквадратан.
- {\displaystyle \sigma _{k}(n)}: делитељска функција, која је збир {\displaystyle k}-тих степена свих позитивних делитеља броја {\displaystyle n} (где {\displaystyle k} може бити било који комплексан број). Посебни случајеви су:

```
   *   

  

    

      

        

          
σ

          

            
0

          

        

        
(

        
n

        
)

        
=

        
d

        
(

        
n

        
)

      

    

    
{\displaystyle \sigma _{0}(n)=d(n)}

  

, број позитивних 
делитеља
 броја 

  

    

      

        
n

      

    

    
{\displaystyle n}

  

,
   *   

  

    

      

        

          
σ

          

            
1

          

        

        
(

        
n

        
)

        
=

        
σ

        
(

        
n

        
)

      

    

    
{\displaystyle \sigma _{1}(n)=\sigma (n)}

  

, збир свих позитивних делитеља броја 

  

    

      

        
n

      

    

    
{\displaystyle n}

  

.
```

- {\displaystyle \sigma _{k}^{*}(n)}: збир {\displaystyle k}-тих степена свих унитарних делитеља броја {\displaystyle n}:

```
   

  

    

      

        

          
σ

          

            
k

          

          

            
∗

          

        

        
(

        
n

        
)

        

        
=

        

        

        

          
∑

          

            

              

                
d

                

                
∣

                

                
n

              

              

                
gcd

                
(

                
d

                
,

                

                
n

                

                  
/

                

                
d

                
)

                
=

                
1

              

            

          

        

        

        

        

        

          
d

          

            
k

          

        

      

    

    
{\displaystyle \sigma _{k}^{*}(n)\,=\!\!\sum _{d\,\mid \,n \atop \gcd(d,\,n/d)=1}\!\!\!d^{k}}

  

```

- {\displaystyle a(n)}: број неизоморфних абелових група реда {\displaystyle n}.
- {\displaystyle \gamma (n)}, дефинисана са {\displaystyle \gamma (n)=(-1)^{\omega (n)}}, где је адитивна функција {\displaystyle \omega (n)} број различитих простих бројева који деле {\displaystyle n}.
- {\displaystyle \tau (n)}: Рамануџанова тау функција.
- Сви Дирихлеови карактери су потпуно мултипликативне функције, на пример:

```
   *   

  

    

      

        
(

        
n

        

          
/

        

        
p

        
)

      

    

    
{\displaystyle (n/p)}

  

, 
Лежандров симбол
, посматран као функција од 

  

    

      

        
n

      

    

    
{\displaystyle n}

  

 где је 

  

    

      

        
p

      

    

    
{\displaystyle p}

  

 фиксиран 
прост број
.
```

Пример немултипликативне функције је аритметичка функција {\displaystyle r_{2}(n)}, број представљања броја {\displaystyle n} као збира квадрата два цела броја, позитивна, негативна, или нула, где је при бројању начина дозвољено обртање редоследа. На пример:
и стога је {\displaystyle r_{2}(1)=4\neq 1}. Ово показује да функција није мултипликативна. Међутим, {\displaystyle r_{2}(n)/4} јесте мултипликативна.
У Онлајн енциклопедији целобројних низова, низови вредности мултипликативне функције имају кључну реч "mult".
Видети аритметичка функција за неке друге примере немултипликативних функција.

## Особине
Мултипликативна функција је у потпуности одређена својим вредностима на степенима простих бројева, што је последица основне теореме аритметике. Дакле, ако је n производ степена различитих простих бројева, рецимо n = pa qb ..., онда је
f(n) = f(pa) f(qb) ...
Ова особина мултипликативних функција значајно смањује потребу за рачунањем, као у следећим примерима за n = 144 = 24 · 32:
{\displaystyle d(144)=\sigma _{0}(144)=\sigma _{0}(2^{4})\,\sigma _{0}(3^{2})=(1^{0}+2^{0}+4^{0}+8^{0}+16^{0})(1^{0}+3^{0}+9^{0})=5\cdot 3=15}
{\displaystyle \sigma (144)=\sigma _{1}(144)=\sigma _{1}(2^{4})\,\sigma _{1}(3^{2})=(1^{1}+2^{1}+4^{1}+8^{1}+16^{1})(1^{1}+3^{1}+9^{1})=31\cdot 13=403}
{\displaystyle \sigma ^{*}(144)=\sigma ^{*}(2^{4})\,\sigma ^{*}(3^{2})=(1^{1}+16^{1})(1^{1}+9^{1})=17\cdot 10=170}
Слично, имамо:
{\displaystyle \varphi (144)=\varphi (2^{4})\,\varphi (3^{2})=(2^{4}-2^{3})(3^{2}-3^{1})=(16-8)(9-3)=8\cdot 6=48}
Уопштено, ако је f(n) мултипликативна функција и a, b су било која два позитивна цела броја, онда је
Свака потпуно мултипликативна функција је хомоморфизам моноида и у потпуности је одређена својом рестрикцијом на просте бројеве.

## Конволуција
Ако су f и g две мултипликативне функције, дефинише се нова мултипликативна функција {\displaystyle f*g}, Дирихлеова конволуција функција f и g, са
{\displaystyle (f\,*\,g)(n)=\sum _{d|n}f(d)\,g\left({\frac {n}{d}}\right)}
где се сума протеже преко свих позитивних делитеља d броја n.
Са овом операцијом, скуп свих мултипликативних функција постаје абелова група; идентични елемент је ε. Конволуција је комутативна, асоцијативна и дистрибутивна у односу на сабирање.
Релације међу горе наведеним мултипликативним функцијама укључују:
- {\displaystyle \mu *1=\varepsilon } (Мебијусова инверзиона формула)
- {\displaystyle (\mu \operatorname {Id} _{k})*\operatorname {Id} _{k}=\varepsilon } (генерализована Мебијусова инверзија)
- {\displaystyle \varphi *1=\operatorname {Id} }
- {\displaystyle d=1*1}
- {\displaystyle \sigma =\operatorname {Id} *1=\varphi *d}
- {\displaystyle \sigma _{k}=\operatorname {Id} _{k}*1}
- {\displaystyle \operatorname {Id} =\sigma *\mu }
- {\displaystyle \operatorname {Id} _{k}=\sigma _{k}*\mu }

Дирихлеова конволуција се може дефинисати за опште аритметичке функције, и даје структуру прстена, Дирихлеовог прстена.
Дирихлеова конволуција две мултипликативне функције је поново мултипликативна. Доказ ове чињенице дат је следећим развојем за узајамно просте {\displaystyle a,b\in \mathbb {Z} ^{+}}:
{\displaystyle {\begin{aligned}(f\ast g)(ab)&=\sum _{d|ab}f(d)g\left({\frac {ab}{d}}\right)\\&=\sum _{d_{1}|a}\sum _{d_{2}|b}f(d_{1}d_{2})g\left({\frac {ab}{d_{1}d_{2}}}\right)\\&=\sum _{d_{1}|a}f(d_{1})g\left({\frac {a}{d_{1}}}\right)\times \sum _{d_{2}|b}f(d_{2})g\left({\frac {b}{d_{2}}}\right)\\&=(f\ast g)(a)\cdot (f\ast g)(b).\end{aligned}}}

### Дирихлеов ред за неке мултипликативне функције
- {\displaystyle \sum _{n\geq 1}{\frac {\mu (n)}{n^{s}}}={\frac {1}{\zeta (s)}}}
- {\displaystyle \sum _{n\geq 1}{\frac {\varphi (n)}{n^{s}}}={\frac {\zeta (s-1)}{\zeta (s)}}}
- {\displaystyle \sum _{n\geq 1}{\frac {d(n)^{2}}{n^{s}}}={\frac {\zeta (s)^{4}}{\zeta (2s)}}}
- {\displaystyle \sum _{n\geq 1}{\frac {2^{\omega (n)}}{n^{s}}}={\frac {\zeta (s)^{2}}{\zeta (2s)}}}

Више примера је приказано у чланку о Дирихлеовим редовима.

## Рационалне аритметичке функције
Аритметичка функција f се назива рационалном аритметичком функцијом реда {\displaystyle (r,s)} ако постоје потпуно мултипликативне функције g1,...,gr, h1,...,hs такве да је
{\displaystyle f=g_{1}\ast \cdots \ast g_{r}\ast h_{1}^{-1}\ast \cdots \ast h_{s}^{-1},}
где су инверзи у односу на Дирихлеову конволуцију. Рационалне аритметичке функције реда {\displaystyle (1,1)} познате су као тотијент функције, а рационалне аритметичке функције реда {\displaystyle (2,0)} као квадратне или специјално мултипликативне функције. Ојлерова функција {\displaystyle \varphi (n)} је тотијент функција, а делитељска функција {\displaystyle \sigma _{k}(n)} је квадратна функција.
Потпуно мултипликативне функције су рационалне аритметичке функције реда {\displaystyle (1,0)}. Лијувилова функција {\displaystyle \lambda (n)} је потпуно мултипликативна. Мебијусова функција {\displaystyle \mu (n)} је рационална аритметичка функција реда {\displaystyle (0,1)}. По конвенцији, идентитетски елемент {\displaystyle \varepsilon } под Дирихлеовом конволуцијом је рационална аритметичка функција реда {\displaystyle (0,0)}.
Све рационалне аритметичке функције су мултипликативне. Мултипликативна функција f је рационална аритметичка функција реда {\displaystyle (r,s)} ако и само ако је њен Белов ред облика
{\displaystyle f_{p}(x)=\sum _{n=0}^{\infty }f(p^{n})x^{n}={\frac {(1-h_{1}(p)x)(1-h_{2}(p)x)\cdots (1-h_{s}(p)x)}{(1-g_{1}(p)x)(1-g_{2}(p)x)\cdots (1-g_{r}(p)x)}}}
за све просте бројеве {\displaystyle p}.
Концепт рационалне аритметичке функције потиче од Р. Ваидјанатасвамија (1931).

## Буше-Рамануџанови идентитети
Мултипликативна функција {\displaystyle f} се назива специјално мултипликативном ако постоји потпуно мултипликативна функција {\displaystyle f_{A}} таква да је
{\displaystyle f(m)f(n)=\sum _{d\mid (m,n)}f(mn/d^{2})f_{A}(d)}
за све позитивне целе бројеве {\displaystyle m} и {\displaystyle n}, или еквивалентно
{\displaystyle f(mn)=\sum _{d\mid (m,n)}f(m/d)f(n/d)\mu (d)f_{A}(d)}
за све позитивне целе бројеве {\displaystyle m} и {\displaystyle n}, где је {\displaystyle \mu } Мебијусова функција. Ово су познати као Буше-Рамануџанови идентитети.
Године 1906, Е. Буше је навео идентитет
{\displaystyle \sigma _{k}(m)\sigma _{k}(n)=\sum _{d\mid (m,n)}\sigma _{k}(mn/d^{2})d^{k},}
а 1915, С. Рамануџан је дао инверзни облик
{\displaystyle \sigma _{k}(mn)=\sum _{d\mid (m,n)}\sigma _{k}(m/d)\sigma _{k}(n/d)\mu (d)d^{k}}
за {\displaystyle k=0}. С. Човла је дао инверзни облик за опште {\displaystyle k} 1929. године. Проучавање Буше-Рамануџанових идентитета почело је покушајем да се боље разумеју посебни случајеви које су дали Буше и Рамануџан.
Познато је да квадратне функције {\displaystyle f=g_{1}\ast g_{2}} задовољавају Буше-Рамануџанове идентитете са {\displaystyle f_{A}=g_{1}g_{2}}. Квадратне функције су потпуно исте као и специјално мултипликативне функције. Тотијенти задовољавају ограничен Буше-Рамануџанов идентитет.

## Мултипликативна функција надFq[X]{\displaystyle F_{q}[X]}
Нека је {\displaystyle A=F_{q}[X]}, прстен полинома над коначним пољем са q елемената. A је домен главних идеала и стога је A домен јединствене факторизације.
Комплексно-вредносна функција {\displaystyle \lambda } на A назива се мултипликативном ако је {\displaystyle \lambda (fg)=\lambda (f)\lambda (g)} кад год су f и g узајамно прости.

### Зета функција и Дирихлеов ред уFq[X]{\displaystyle F_{q}[X]}
Нека је h аритметичка функција полинома (тј. функција на скупу моничних полинома над A). Њен одговарајући Дирихлеов ред дефинише се као
{\displaystyle D_{h}(s)=\sum _{f{\text{ моничан}}}h(f)|f|^{-s},}
где за {\displaystyle g\in A,} поставимо {\displaystyle |g|=q^{\deg(g)}} ако је {\displaystyle g\neq 0,} и {\displaystyle |g|=0} иначе.
Полиномна зета функција је тада
{\displaystyle \zeta _{A}(s)=\sum _{f{\text{ моничан}}}|f|^{-s}.}
Слично као у случају {\displaystyle \mathbb {N} }, сваки Дирихлеов ред мултипликативне функције h има производну репрезентацију (Ојлеров производ):
{\displaystyle D_{h}(s)=\prod _{P}\left(\sum _{n=0}^{\infty }h(P^{n})|P|^{-sn}\right),}
где се производ протеже преко свих моничних иредуцибилних полинома P. На пример, производна репрезентација зета функције је као за целе бројеве:
{\displaystyle \zeta _{A}(s)=\prod _{P}(1-|P|^{-s})^{-1}.}
За разлику од класичне зета функције, {\displaystyle \zeta _{A}(s)} је једноставна рационална функција:
{\displaystyle \zeta _{A}(s)=\sum _{f}|f|^{-s}=\sum _{n}\sum _{\deg(f)=n}q^{-sn}=\sum _{n}(q^{n-sn})=(1-q^{1-s})^{-1}.}
На сличан начин, ако су f и g две аритметичке функције полинома, дефинише се f * g, Дирихлеова конволуција функција f и g, са
{\displaystyle {\begin{aligned}(f*g)(m)&=\sum _{d\mid m}f(d)g\left({\frac {m}{d}}\right)\\&=\sum _{ab=m}f(a)g(b),\end{aligned}}}
где се сума протеже преко свих моничних делитеља d од m, или еквивалентно преко свих парова (a, b) моничних полинома чији је производ m. Идентитет {\displaystyle D_{h}D_{g}=D_{h*g}} и даље важи.

## Генерализације
Аритметичка функција {\displaystyle f} је квазимултипликативна ако постоји ненулта константа {\displaystyle c} таква да је
{\displaystyle c\,f(mn)=f(m)f(n)}
за све позитивне целе бројеве {\displaystyle m,n} са {\displaystyle (m,n)=1}. Овај концепт потиче од Лахирија (1972).
Аритметичка функција {\displaystyle f} је семимултипликативна ако постоји ненулта константа {\displaystyle c}, позитиван цео број {\displaystyle a} и мултипликативна функција {\displaystyle f_{m}} таква да је
{\displaystyle f(n)=cf_{m}(n/a)}
за све позитивне целе бројеве {\displaystyle n} (под конвенцијом да је {\displaystyle f_{m}(x)=0} ако {\displaystyle x} није позитиван цео број). Овај концепт је дело Дејвида Ририка (1966).
Аритметичка функција {\displaystyle f} је Селбергова мултипликативна ако за сваки прост број {\displaystyle p} постоји функција {\displaystyle f_{p}} на ненегативним целим бројевима са {\displaystyle f_{p}(0)=1} за све осим коначно много простих бројева {\displaystyle p} таква да је
{\displaystyle f(n)=\prod _{p}f_{p}(\nu _{p}(n))}
за све позитивне целе бројеве {\displaystyle n}, где је {\displaystyle \nu _{p}(n)} експонент од {\displaystyle p} у канонској факторизацији од {\displaystyle n}. Погледати Селберг (1977).
Познато је да се класе семимултипликативних и Селбергових мултипликативних функција поклапају. Обе задовољавају аритметички идентитет
{\displaystyle f(m)f(n)=f((m,n))f([m,n])}
за све позитивне целе бројеве {\displaystyle m,n}. Погледати Хауканен (2012).
Добро је познато и лако се види да су мултипликативне функције квазимултипликативне функције са {\displaystyle c=1} и да су квазимултипликативне функције семимултипликативне функције са {\displaystyle a=1}.